# Salar de Agua Amarga
El salar de Agua Amarga es un salar ubicado en la cordillera Andina de la Región de Atacama, al sur de los salares de Punta Negra y Pajonales. 

## Ubicación y descripción
Es una costra de yeso y de halita con "ojos" al norte y pequeñas lagunas superficiales mal definidas en las orillas este y sur. En los mapas topográficos IGM aparece una gran laguna que no existe en el terreno, sino que es una costra de yeso rugosa coloreada en marrón por partículas terrosas. El mapa geológico no presenta este error.
Las características morfométricas y climatológicas más relevantes del salar son:: III-35 
- altura: 3558 m
- superficie de la cuenca: 863 km²
- superficie del salar: 23 km²
- superficie de las lagunas: 0,04 km²
- precipitaciones: 120 mm/año
- evaporación potencial: 1100 mm/año
- temperatura media: 2 °C

## Historia
Luis Risopatrón lo describe en su s: de 1924:: 6 
Agua Amarga (Salar de) 25° 33’ 68° 50’. De estensión reducida, carece en absoluto de pasto i leña en sus alrededores, con agua en su estremo S, que vierte de la base del cerro que lo limita por ese lado, tan salobre i amarga que aun los animales se resisten a beberla, se encuentra a unos 3 560 m de altitud, al S de la sierra de Gorbea. 99, p, 107; 117, p. 146 i 172; 134; i 156; Laguna amarga en 98, II, p. 517; Laguna Amarga o Pajonal en la p. 518; i Laguna Amarga en 137, carta II de Darapsky (1900).